# Rhytiodus
Rhytiodus es un género de peces de la familia Anostomidae y de la orden de los Characiformes. 

## Especies
Actualmente hay cuatro especies reconocidas en este género:
- Rhytiodus argenteofuscus (Kner, 1858)
- Rhytiodus elongatus (Steindachner, 1908)
- Rhytiodus lauzannei (Géry, 1987)
- Rhytiodus microlepis (Kner, 1858)